# Kustdammarnas naturreservat
Kustdammarnas naturreservat är ett kommunalt naturreservat i Lomma kommun i Skåne län.
Området är naturskyddat sedan 2020 och är 21 hektar stort. Reservatet ligger nordväst om Lomma just innanför kusten och består av två stora sötvattendammar som används av bland annat rastande flyttfåglar.